# Añora
Añora is een gemeente in de Spaanse provincie Córdoba in de regio Andalusië met een oppervlakte van 113 km². In 2007 telde Añora 1532 inwoners.

## Demografische ontwikkeling
Bron: INE, 1857-2011: volkstellingen

## Galerij

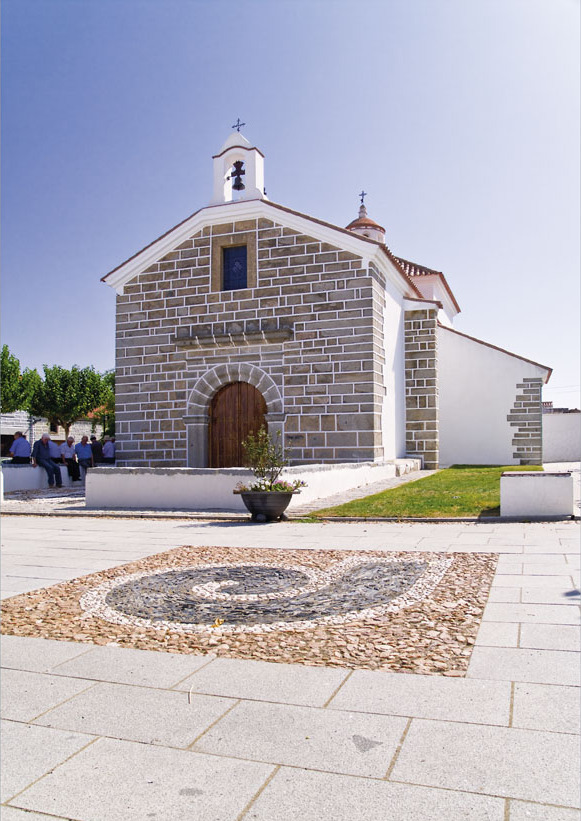
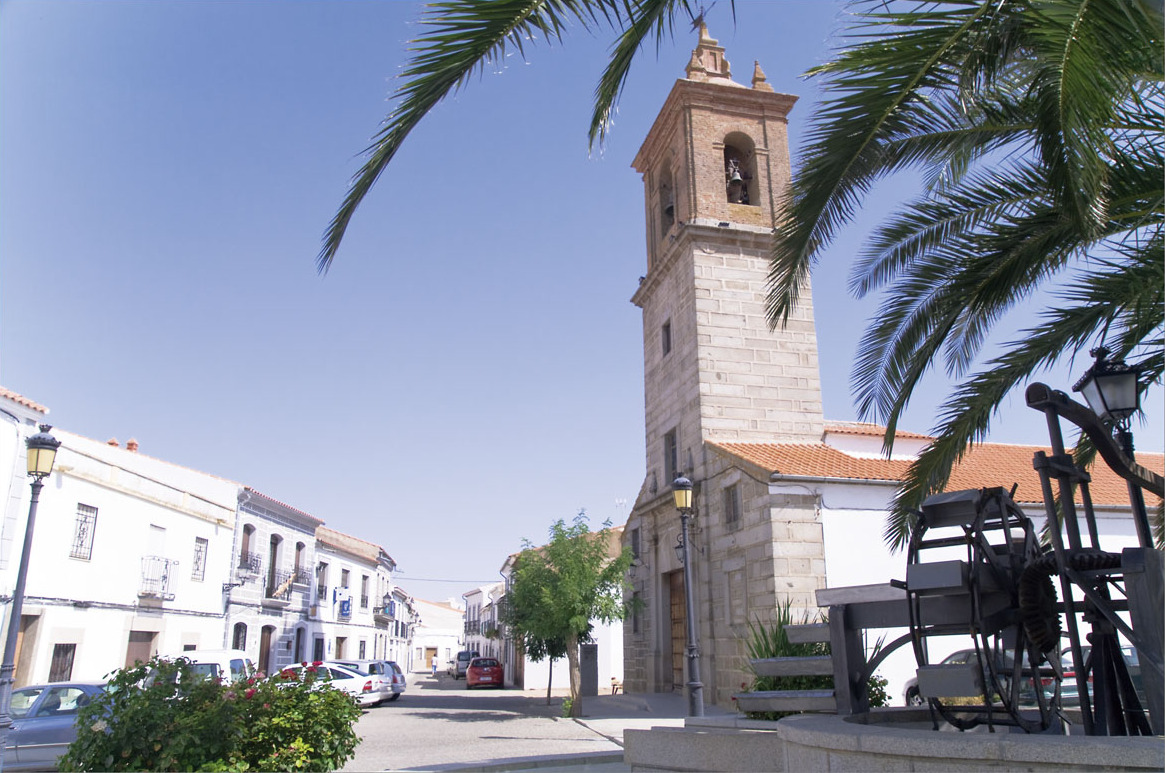
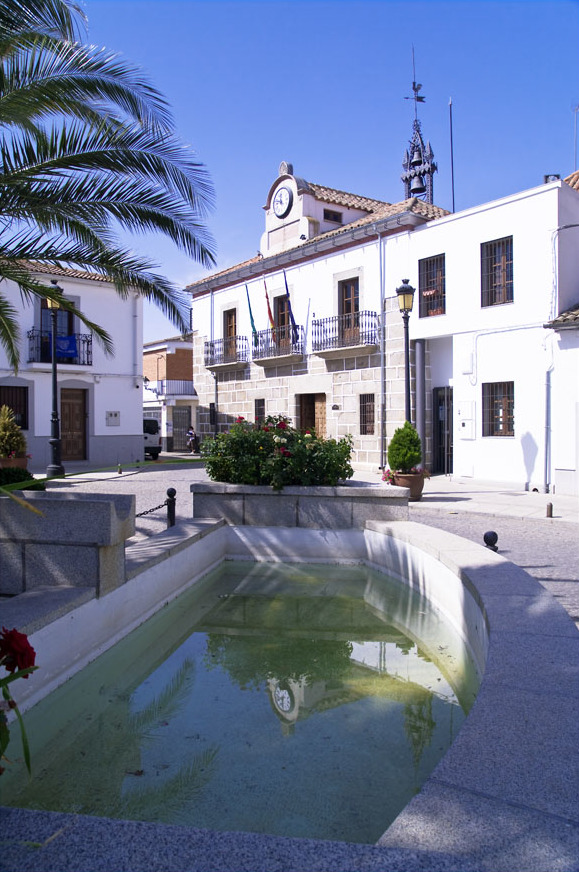
Añora in de provincie Córdoba